# Jacques Roger
Pour les articles homonymes, voir Roger.
Jacques Roger est un historien des sciences, né à Paris le 24 octobre 1920 et mort le 26 mars 1990 dans la même ville. Il est professeur à l'université Paris I de 1969 à 1989.

## Biographie
Jacques Roger fait ses études secondaires au Lycée Louis-le-Grand. Il est agrégé de lettres en 1943 et soutient une thèse de doctorat d'État à la faculté des lettres de Paris en 1963. Il est chargé de recherche au CNRS, puis il enseigne à l'université de Poitiers. Il est nommé professeur à l'université de Tours en 1964, puis en 1969, devient professeur de littérature française à l'université Paris I. L'année suivante il occupe une chaire en histoire des sciences. Il est nommé directeur du Centre historique des sciences et des techniques de l'École des hautes études en sciences sociales. Il prend sa retraite académique en 1989,.

## Activités de recherche
Jacques Roger présente un parcours original, échappant « à la bipartition de l'histoire des sciences entre scientifiques et philosophes ».  N'étant pas un historien de formation, il n'en a pas moins contribué à introduire la méthode historique dans le domaine de l'histoire des sciences.
C'est en tant que directeur du Centre international de synthèse et rédacteur en chef de la Revue de synthèse qu'il développera de nouvelles recherches. Si ses travaux, essentiellement consacrés au développement des sciences naturelles à l'époque moderne et à Buffon, font encore autorité, il ne faut pas perdre de vue que, se positionnant en successeur d'Henri Berr qui créa en 1924 la Fondation pour la Science (ou Centre de Synthèse), il relance la Revue en l'élargissant à l'histoire intellectuelle et en reprenant la recherche d'H. Berr sur le vocabulaire scientifique.   
Cette entreprise constitue une nouvelle approche de l'histoire des sciences qu'il a développée de 1978 à 1989. Il écrit : « L'histoire du vocabulaire scientifique ne se limite pas à l'histoire individuelle des mots. Cette histoire est assurément indispensable , et pour la compréhension des textes anciens, et pour l'histoire des concepts, qui constitue une partie importante de l'histoire des sciences »). Neuf fascicules Documents pour l'histoire du vocabulaire scientifique présentent les analyses de chercheurs sur les mots et leur histoire mettant en évidence les relations et les questions de transfert de vocabulaire dont l'histoire forme « un aspect de l'histoire des mots et un chapitre de l'histoire de la pensée scientifique ».

## Distinctions
- 1965 : officier des Palmes académiques
- 1967 : chevalier de la Légion d'honneur

## Publications
- Jean Fernel et les problèmes de la médecine de la Renaissance, Paris, Éd. du palais de la Découverte, 1960
- Buffon, Les Époques de la nature, éd. critique, Editions du Muséum, 1962, réed. 1988.
- Les sciences de la vie dans la pensée française du XVIIIe siècle. La génération des animaux de Descartes à l'Encyclopédie, Paris, Armand Colin, 1963 (réédition de 1993, 848 p.)
- Denis Diderot, Entretien entre d'Alembert et Diderot. Le Rêve de d'Alembert, Paris, Garnier-Flammarion, 1965.
- Présentation du Discours sur les sciences et les arts de J.-J. Rousseau, Paris, Garnier-Flammarion, 1971.
- Avec Jacques Binet : Un autre Buffon, Paris, Hermann, 1977, 200 p.
- Avec Pierre Louis, professeur et Martine Groult chercheur au CNRS, Transfert de Vocabulaire dans les sciences, Paris, Editions du CNRS, 1988, 340 p.  (ISBN 2-222-04102-3)
- Buffon : un philosophe au Jardin du Roi, Paris, Fayard, 1989, 645 p.  (ISBN 2-213-02265-8)
- Pour une histoire des sciences à part entière, Texte établi par Claude Blanckaert, Paris, Albin Michel, 1995, 475 p.  (ISBN 2226076492)